# Ingela Ericson
Ingela Elisabeth Ericson, senare Hård af Segerstad, född 4 maj 1947 i Johanneberg, är en svensk före detta friidrottare (400 och 800 meter). Hon tävlade för klubben Göteborgs Kvinnliga IK och utsågs år 1968 till Svensk grabb/tjej nummer 244. Vid för-OS i Mexico City år 1967 kom hon fyra på 400 meter. 1968 kom hon femma på sträckan vid inne-EM.

## Personliga rekord
- 400 meter - 53,9 (Mexico City 16 oktober 1967)
- 800 meter - 2.07,4 (Helsingfors 19 augusti 1974)